# بانک حبیب
بانک حبیب ({{lang-ur|حبیب بینک) شرکت خدمات مالی و بانکداری پاکستانی است، که در سال ۱۹۴۰ تأسیس شد.